# Василь Яновський
Васи́ль ́Якович Яно́вський († 1910) — український громадський і військовий діяч родом з Полтавщини, член Київської Громади і Південно-Західного Відділу Географічного Товариства в Києві (1875).
1875—1876 брав участь як доброволець у протитурецькому повстанні в Герцеґовіні, командував інтернаціональним батальйоном, опублікував «Спогади українця-волонтера про повстання в Герцеґовіні 1875—1876 pp.» (ЛНВ, 1911—1912).
Чоловік письменниці Любові Яновської, батько української вченої-біохіміка Валентини Радзимовської.